# Indian Wells (Californië)
Indian Wells is een plaats (city) in de Amerikaanse staat Californië, en valt bestuurlijk gezien onder Riverside County.
Sinds 1987 wordt er jaarlijks het Tennistoernooi van Indian Wells gehouden.

## Demografie
Bij de volkstelling in 2000 werd het aantal inwoners vastgesteld op 3816.
In 2006 is het aantal inwoners door het United States Census Bureau geschat op 5015, een stijging van 1199 (31.4%).

## Geografie
Volgens het United States Census Bureau beslaat de plaats een oppervlakte van
34,7 km², waarvan 34,3 km² land en 0,4 km² water.